# Semileptotettix salvadorii
Semileptotettix salvadorii är en insektsart som beskrevs av Griffini 1896. Semileptotettix salvadorii ingår i släktet Semileptotettix och familjen vårtbitare. Inga underarter finns listade i Catalogue of Life.